# Isfet
Isfet of Asfet (betekenis: "onrechtvaardigheid", "chaos", "geweld"; (werkwoord) “kwaad doen”) is een Oud-Egyptische term uit de Egyptische mythologie gebruikt in de filosofie, dewelke was gebaseerd op een religieus, sociaal en politiek beïnvloed dualisme.

## Principes en ideologie
Isfet werd gedacht de tegenhanger te zijn van de term Ma'at (betekenis “(wereld-)orde”, “harmonie”). Volgens het Oud-Egyptische geloof bouwden Isfet en Ma'at een complementair en tevens paradoxaal dualisme uit: de ene kon niet bestaan zonder de andere. Isfet en Ma'at hielden elkaar in evenwicht. Ma'at moest isfet, "dat wat moeilijk is", "kwaad(aardig)/slecht", "moeilijk," "disharmonieus", "zorgwekkend", overwinnen. Isfet moest door het goede worden overwonnen en oneenheid vervangen met eenheid en wanorde met orde. Een Egyptisch koning (farao) werd aangestemd om Ma'at te “bereiken”, hetgeen betekende dat hij rechtvaardigheid en harmonie moest bewaren en beschermen door Isfet te vernietigen. Een verantwoord koningschap betekende dat Egypte welvarend zou blijven en vrede zou hebben met Ma'at. Maar als Isfet de kop zou opsteken, de mensheid zou aftakelen en zou terugkeren naar een primitieve staat. Verval was onaanvaardbaar als een natuurlijk verloop van gebeurtenissen, hetgeen betekende dat de wereld werd gescheiden van de kosmos en weg van orde. Het universum was cyclisch wat betekende dat het zich herhalende sequenties kende: de dagelijkse zonsopgang en -ondergang, de jaarlijks terugkerende seizoenen en overstroming van de Nijl. Anderzijds, wanneer Ma'at afwezig was, en isfet werd losgelaten dan mislukte de overstroming van de Nijl en stortte het land in hongersnood. Daarom geloofden de oude Egyptenaren dat ze door hun rituelen van de kosmische orde voorspoed brachten aan de goden en godinnen die de kosmos controleerden. De principes van de tegenstrijdigheid tussen Isfet en Ma'at werd geïllustreerd in een populair verhaal uit het Middenrijk, getiteld "de jammerklacht van de Bedoeïen":
Wie de leugen vernietigt, bevordert de Ma'at,
wie het goede bevordert, doet het slechte teniet,
zoals verzadigdheid de honger verdrijft,
kleding de naakten bedekt,
zoals de hemel helder is na een heftige storm,
In de ogen van de Egyptenaren was de wereld altijd ambigu; de daden en oordelen van een koning werden gedacht deze principes te vereenvoudigen teneinde Ma'at bewaren door orde van chaos of goed van kwaad te scheiden. Sarcofaagtekst 335a stelt dat het noodzakelijk is voor de doden om gereinigd te worden van Isfet teneinde te worden herboren in het Duat.
Isfet wordt gedacht het product te zijn van een individu zijn vrije wil eerder dan een primitieve toestand van chaos. In de mythologie wordt dit voorgesteld door Apep die relatief laat wordt geboren uit Ra's navelstreng.
Men geloofde dat de fysieke representatie van Isfet kwam in de vorm van de god Seth.

## Rol van de koning

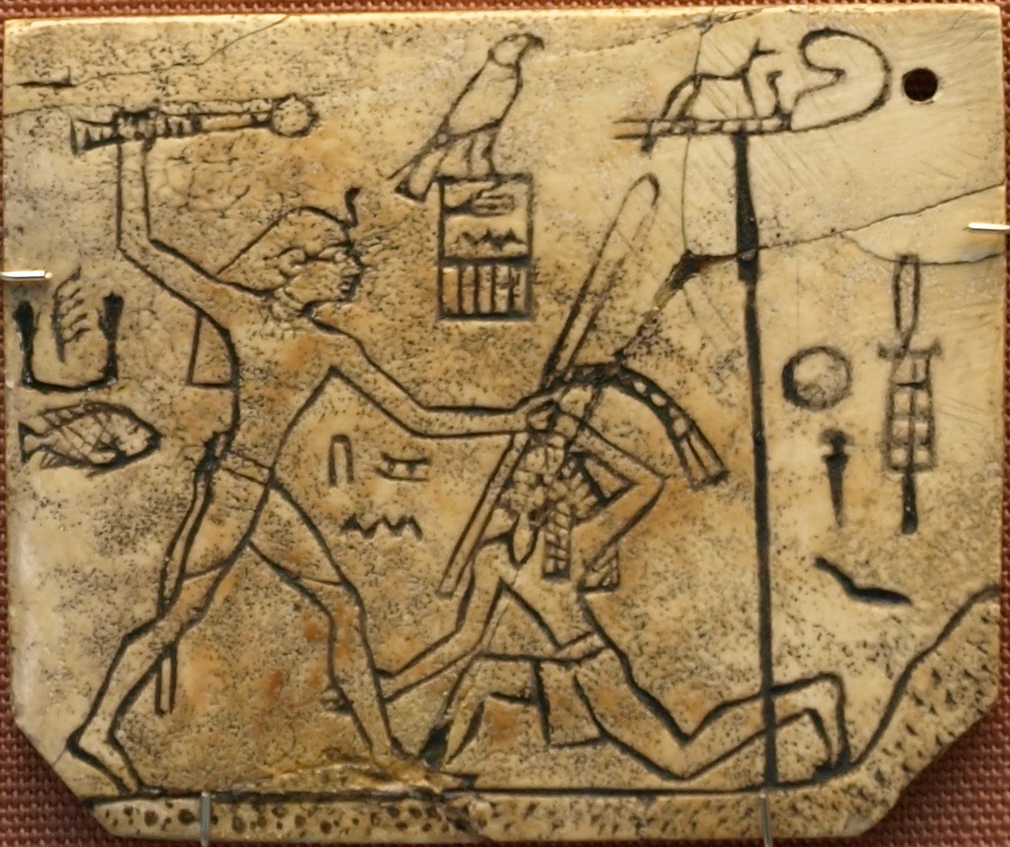
Ivoren label waarop farao Den op het punt staat een buitenlander neer te slaan (British Museum).

Wanneer de koning een publiek optreden maakte, werd hij omringd door afbeeldingen van buitenlanders hetgeen zijn rol benadrukte als beschermer van Ma'at en de vijand van Isfet, die de buitenlandse vijanden van het Oude Egypte waren. In deze hoedanig wordt de koning vooral afgebeeld als buitenlanders "neerslaand" om Ma'at te bewaren.
De koning onderhield ook de tempelcultus om te voorkomen dat Isfet zich zou verspreiden door te verzekeren dat de cultussen werden uitgevoerd op bepaalde intervallen, die noodzakelijk waren voor het bewaren van het evenwicht van Ma'at tegen de bedreigende krachten van Isfet.